# Új Látóhatár
Az Új Látóhatár a magyar emigránsok irodalmi és politikai folyóirata volt, 1950 novembere és 1989 között jelent meg. A folyóirat székhelye 1950-ben Zürich, 1951-ben Párizs, végül 1952 májusától az 1989-es megszűnésig München volt.

## Címváltozások
- Látóhatár 1950-1958 júliusig,
- Egész Látóhatár (1952. júliusi és szeptemberi számok)
- Új Látóhatár 1958 júliustól megszűntéig, 1989-ig.

## Látóhatár

### Szerkesztői, munkatársai
Első felelős szerkesztője Borsody István (1950–1951), 1952-től Vámos Imre. Főmunkatárs Borbándi Gyula. 1954. márciusig szerkesztő bizottsági tag Cs. Szabó László és Szabó Zoltán.
A szerkesztőbizottság 1957 végén újjáalakult, tagjai:
- Borsody István
- Határ Győző
- Hatvany Bertalan
- Ignotus Pál
- Kovács Imre
- Cs. Szabó László
- Szabó Zoltán
- Tábori Pál

A szerkesztést Bikich Gábor, Borbándi Gyula, Horváth Béla végezte, 1956-tól csatlakozott a szerkesztőséghez Molnár József, Vámos Imre.

### A szerzői gárda tagjai
- Auer Pál
- Barankovics István
- Fejtő Ferenc
- Fenyő Miksa
- Jászi Oszkár
- Kemény György
- Lesznai Anna
- Márai Sándor
- Polányi Mihály
- Reményi József Tamás
- Schöpflin Gyula
- Veress Sándor

1958-ban a szerkesztőség felbomlott. Horváth Béla és Vámos Imre 1962-ben hazatértek Magyarországra, s itthon szerkesztették tovább 1972-ig.

## Új Látóhatár
1958 júliusban indult a lap  Új Látóhatár címen a Látóhatár évfolyamszámozásának folytatásával, felelős kiadó Molnár József, felelős szerkesztő Borbándi Gyula volt.

### Főmunkatársai, szerkesztői 1989-ig
- Bikich Gábor (1958–1963)
- Kovács Imre (1958–1971)
- Szabó Zoltán (1958–1963)
- Gombos Gyula (1959–1980)
- Zsigmond Endre (1970–1980)
- Sztáray Zoltán (1961–1989)

### Munkatársak
- Albert Pál
- András Sándor
- Balla Bálint
- Bogyay Tamás
- Csokits János
- Ferdinandy Mihály
- Gosztonyi Péter
- Gömöri György
- Hanák Tibor
- Határ Győző
- Gábori György
- Illyés Elemér
- Kerényi Károly
- Lorsy Ernő
- Makkai Ádám
- Ölvedi János
- Sárközi Mátyás
- Sulyok Vince
- Szamosi József
- Thinsz Géza
- Tűz Tamás
- Zalán Magda